# Alexander Wesselsky
Alexander « Alexx » Wesselsky (né le 18 novembre 1968) est un chanteur allemand. Il est membre du groupe Eisbrecher, et le premier chanteur du groupe Megaherz, entre 1993 et 2003. C'est dans le groupe Megaherz qu'il rencontre Noel Pix avec lequel il forme ensuite Eisbrecher.

## Biographie

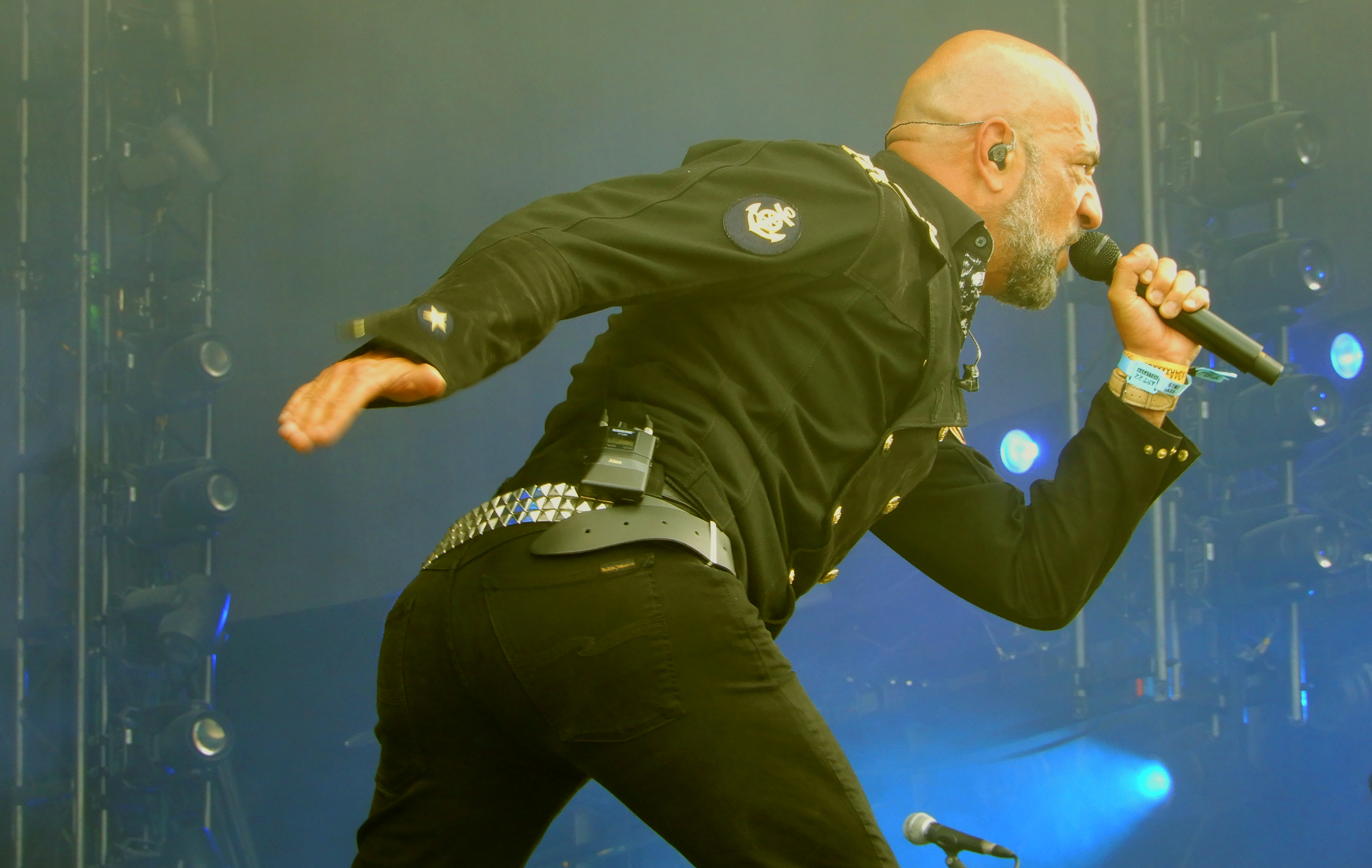
Alexx Wesselsky au Hellfest 2019.

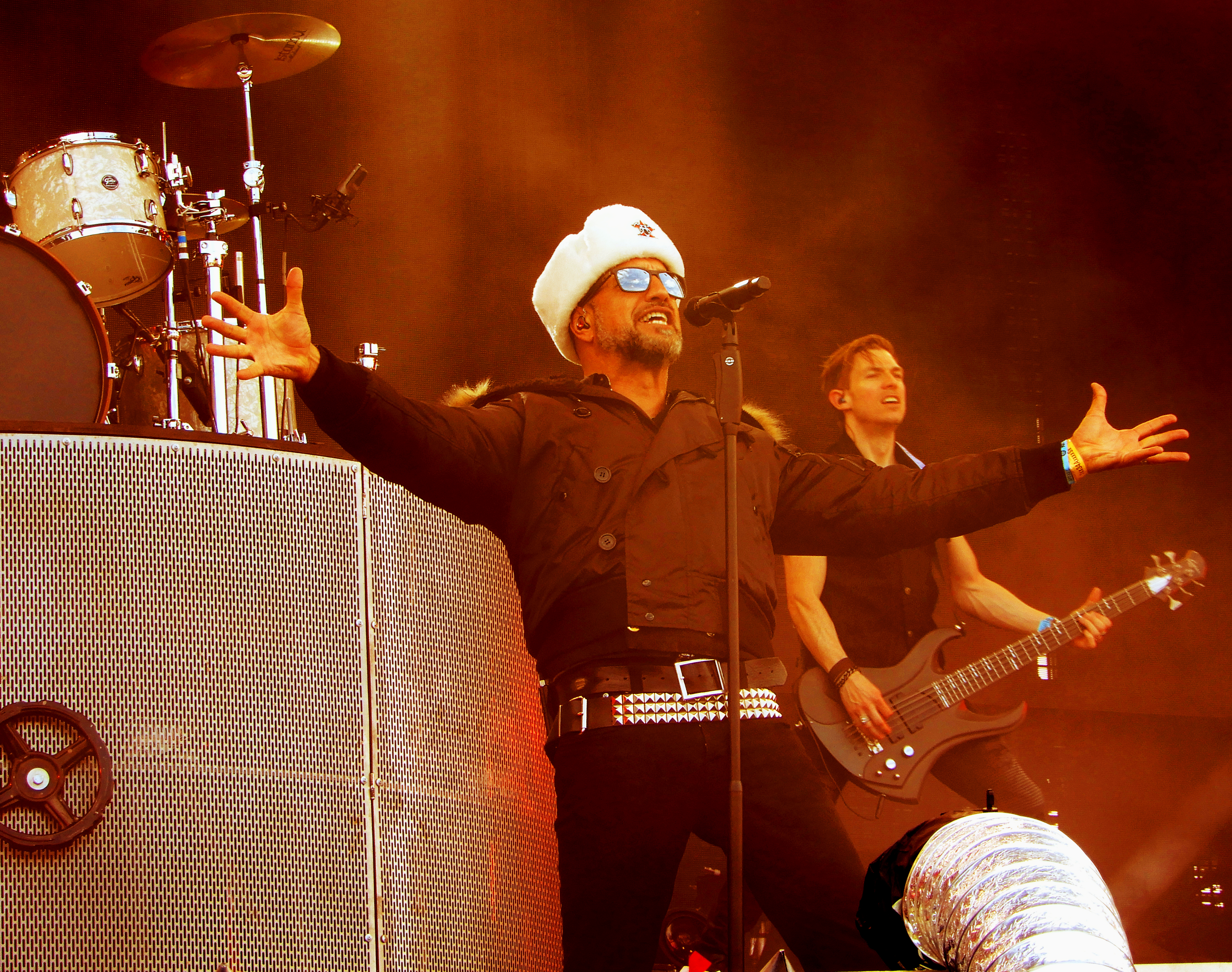
Alexx Wesselsky (Eisbrecher) au Hellfest 2019.

### Débuts dans la musique
Wesselsky commence à jouer de la guitare à l'âge de sept ans. En 1985, il joue dans son premier groupe, Dale Arden, en tant que leader et bassiste. Il crée également quatre chansons avec son collègue de groupe Noel Pix pour la version allemande de la franchise Pokémon. Avec le groupe de rock munichois IFF, il enregistre la chanson Königin der Nacht. Sur l'album Tabaluga Es lebe die Freundschaft, sorti en 2015, Wesselsky chante un duo avec Peter Maffay.

### 1993 - 2003: Megaherz
Wesselsky forme le groupe Megaherz en 1993 à Munich avec Marc Bredtmann (guitare), Josef Kalleder (basse), Tobias Trinkl (batterie) et Christian Scharinger (clavier). Il est le chanteur principal, le compositeur et le parolier de ce groupe jusqu'en 2003. Le groupe est classé dans la catégorie Neue Deutsche Härte.

### Depuis 2003: Eisbrecher
Après la séparation de Megaherz, Wesselsky forme en 2003 avec Noel Pix le groupe de rock Eisbrecher. 

## Discographie

### Megaherz
- 1995 : Herzwerk
- 1997 : Wer Bist Du?
- 1998 : Kopfschuss
- 2000 : Himmelfahrt
- 2002 : Herzwerk II

### Eisbrecher
- 2003 : Mein Blut
- 2003 : Fanatica
- 2006 : Leider
- 2006 : Vergissmeinnicht
- 2008 : Kann denn Liebe Sünde sein?
- 2010 : Eiszeit
- 2012 : Verrückt
- 2012 : Die Hölle muss warten
- 2012 : Miststück 2012
- 2013 : 10 Jahre Eisbrecher
- 2014 : Zwischen uns
- 2015 : 1000 Narben
- 2015 : Rot wie die Liebe
- 2017 : Was ist hier los?
- 2018 : Das Gesetz
- 2020 : Schicksalsmelodien
- 2021 : Liebe Macht Monster
- 2024 : Kalfront

### Participations
- Wilde Flamme - 1000 Meilen, 1000 Worte (2012)
- Lord of the Lost - Die Tomorrow (2012) (voix sur Eure Siege)
- Peter Maffay - Tabaluga - Es Lebe Die Freundschaft! (2015) (voix sur les deux premières chansons Der Schlüssel Zur Macht et Es Lebe Die Freundschaft!)
- Hämatom - Maskenball (2019) - (voix sur Da, Da, Da)
- Santiano - MTV Unplugged (2019) - (voix sur les deux premières chansons Gott Muss Ein Seemann Sein et Die Sehnsucht Ist Mein Steuermann)
- The Heimatdamisch - Let There Be Brass (2021) - (voix sur les deux premières chansons Like a Virgin (Madonna Cover) et White Wedding)
- Peter Maffay - Tabaluga - Die Welt Ist Wunderbar (2022) - (voix sur Es Ist Heiß) (Also the Geschichte version of this song)
- Powerwolf - Communio Lupatum II (Interludium) (2023) - (voix sur Stossgebet) (Eisbrecher)